# Santa Cruz Pachón
Santa Cruz Pachón är en ort i Mexiko.   Den ligger i kommunen Motul och delstaten Yucatán, i den östra delen av landet, 1 000 km öster om huvudstaden Mexico City. Santa Cruz Pachón ligger 17 meter över havet och antalet invånare är 231.
Terrängen runt Santa Cruz Pachón är mycket platt. Runt Santa Cruz Pachón är det ganska tätbefolkat, med 111 invånare per kvadratkilometer. Närmaste större samhälle är Motul, 2,1 km norr om Santa Cruz Pachón. Trakten runt Santa Cruz Pachón består till största delen av jordbruksmark.